# 1st P
『1st P』（ファースト・ピー）は、日本のロックバンド、POLYSICSのスタジオ・アルバム。1999年2月25日にDECKREC から発売された。

## 概要
- POLYSICSの1枚目のアルバムである。当時は各メンバー「POLY-1」から「POLY-4」までの通し番号を名乗っていたが、POLYSICS単体の音源で名乗っているのはこのアルバムのみである。
- 歌詞カードは封入されていない。
- DECKREC発足から発表された最初のアルバムである。
- ハヤシ曰く、「（本作が出た）その頃はかなり嬉しかった反面、えっ！？ウチらこんなバンドがUKプロジェクトでCD出しちゃってもいいの？てな感じだった。テーマもコンセプトも一切なし。今聞くとホントひどいよね。音質はいいのに演奏ヘタだし、歌はなに歌ってるのか分からないし、オケとか、シーケンス音とのバランスも悪いし音も未熟すぎるから恥ずかしくて聴けない（苦笑）。正直やり直したい。」と演奏力不足やオケ等のバランスの悪さを嘆くなど、ボロボロの評価であった。しかし収録曲は後までライブで演奏し続けている曲がほとんどであり、そういう意味ではPOLYSICSの原点と語る[1]。
- 前述のように度々「やり直したい」と発言していたハヤシであったが、本作発売から10年後の2009年2月25日に、菊池功のリマスタリングにより、次作A・D・S・R・M!との2枚組に加えて「SECRET AGENT MAN」「PLUS CHECKER(981018MIX)」「social fools」を加えた構成で「1st P/A・D・S・R・M!」として再発されることになる。
- 本作をリリースした際にステッカーが作成されたが、メンバーの全身写真を模ったもので、ハヤシは「首の部分とか、ちぎられて貼られるんじゃないか」と当時は嫌だったという[2]。

## 収録曲
| #         | タイトル                         | 作詞・作曲       | 時間  |
| --------- | -------------------------------- | ---------------- | ----- |
| 1.        | 「サニーマスター」               | Hiroyuki Hayashi | 1:01  |
| 2.        | 「BUGGIE TECHINICA」             | Hiroyuki Hayashi | 2:25  |
| 3.        | 「PLUS CHICKER」(981017MIX)      | Hiroyuki Hayashi | 2:56  |
| 4.        | 「WHICH!」(SECOND PROGRAM)       | Hiroyuki Hayashi | 2:47  |
| 5.        | 「GOOD」(プラスチックスのカバー) | Chika-Hajime     | 2:52  |
| 6.        | 「T・RIANGLE」                   | Hiroyuki Hayashi | 2:49  |
| 合計時間: | 合計時間:                        | 合計時間:        | 14:46 |